# 광주 의붓딸 살인 사건
광주 의붓딸 살인 사건은 2019년 4월 27일 김모씨(31세)가 자신을 성범죄자로 신고한 의붓딸(12세)을 전라남도 무안군의 차 안에서 목 졸라 살해하고 광주의 저수지에 유기한 사건이다.

## 사건
김모(31세)가 자신을 성범죄자라고 지목한 의붓딸(12세)을 2019년 4월 27일 오후 6시 30분쯤 전라남도 무안군 한 초등학교 근처 농로의 차 안에서 목 졸라 살해했다. 김씨는 의붓딸을 살해한 뒤 의붓딸의 시신을 싣고 광주광역시 북구 집으로 돌아왔고, 김씨의 고향인 경상북도 문경의 한 저수지까지 밤새 시신을 유기할 장소를 찾아다녔다. 결국 김씨는 4월 28일 오전 5시께 광주광역시 너릿재터널 인근 저수지에 의붓딸 시신을 버렸다. 벽돌이 가득 담긴 마대 자루가 발목에 묶인 의붓딸의 시신이 2019년 4월 28일 오후 3시께 광주광역시 동구 너릿재터널 인근 저수지에서 발견됐다. 경찰은 김씨를 살인 및 사체유기 혐의로 긴급체포했다.

## 수사
시신에서는 신원을 특정할 수 있는 소지품이 나왔는데 의붓딸 사망 소식을 경찰로부터 연락받은 계부 김씨(31세)가 곧바로 자수했고, 범행을 자백했다. 
부부는 사건 당일 목포터미널 인근 도심에서 공중전화로 의붓딸을 불러내 차에 태우고 살해 장소로 이동한 것으로 CCTV로 확인됐다. 청테이프와 노끈 등 범행도구를 미리 준비한 것으로 파악됐다. 김씨가 차를 운전했는데 조수석에는 부부 사이에서 태어난 아들(생후 13개월)이, 뒷좌석에는 피해자의 친모인 유씨(39세)가 동승했다. 범행 장소에 도착하고 나서 부부는 자리를 바꿨고, 김씨가 뒷좌석에서 의붓딸(12세)을 목 졸라 살해하던 순간에 아들(생후 13개월)은 앞 좌석에 그대로 앉아있었던 것으로 경찰은 파악했다. 경찰은 남편의 살인에 조력자 역할을 하고, 시신유기에 방조한 친어머니 유씨도 긴급체포해 구속영장을 신청했다.
경찰 조사 결과 계부 김씨는 의붓딸에게 지속적으로 자신의 신체를 찍은 음란 사진과 음란 사이트 URL을 전송해왔으며 성폭행 미수에 그친 적도 있는 것으로 드러났다.

## 배경
피해자의 친모 유씨는 직업이 무속인이며, 첫 번째 남편 사이에 자녀가 있었지만 이혼했고, 두 번째 남편과의 사이에서 피해자를 낳았으나 이혼 후 세 번째 남편과 재혼했다.
피해자는 부모가 이혼한 뒤로 다른 형제와 함께 목포 친아버지 집에서 지냈다. 피해자는 수시로 매로 때리는 친아버지로부터 구해달라며 아동보호 전문기관을 찾았고, 결국 의붓아버지와 살게 됐다. 2016년부터 광주 의붓아버지 집에서 생활하는 동안 피해자는 잦은 구타를 당하며 추운 겨울 집에서 쫓겨난 적도 있던 것으로 알려졌다. 의붓아버지가 의붓딸을 산으로 끌고 가서 목 졸라 죽이려고 한 적도 있었다는 조부모 주장도 제기됐다. 친어머니와 의붓아버지 부부가 "도저히 못 키우겠다"며 아동보호소로 보낸 2018년 피해자는 목포 친아버지 집으로 돌아왔다.
2018년 1월부터 계부 김씨가 자신의 성기를 직접 촬영한 사진을 의붓딸에게 보내며 "너도 같은 사진 찍어서 보내라"라고 강요했다. 의붓딸은 불응하고 대화방을 나갔으나 김씨는 계속 대화방에 초대하며 "왜 말을 따르지 않느냐"며 욕설까지 한 것으로 드러났다. 2018년 3월에는 의붓딸이 사는 목포까지 찾아가 의붓딸을 차에 태운 후 인근 야산으로 가서 강간 시도를 했지만 친모 유씨의 전화로 미수에 그쳤다. 친모 유씨가 우연히 남편 김씨의 휴대전화에서 남편이 딸에게 보낸 음란 메시지들을 봤다. 메시지를 본 후 이혼한 두 번째 남편에게 전화를 걸어서 "어떻게 내 남편과 이런 메시지를 주고받을 수 있냐. 딸 교육 잘 시켜라"라며 자신의 친딸을 질책하였다. 통화 후 딸로부터 자초지종을 들은 친부가 경찰에 계부를 신고하며 이전 범행들이 드러났다.
피해자는 친아버지에게 의붓아버지와 생활하는 동안 성추행을 당했다고 호소했고, 친아버지는 2019년 4월 9일 목포경찰서에 관련 혐의를 조사해달라고 진정서를 냈다. 의붓딸 성추행 의혹은 목포경찰서에서 광주지방경찰청으로 이첩돼 수사가 진행 중이었다.